# Exochus antiquus
Exochus antiquus är en stekelart som beskrevs av Alexander Henry Haliday 1838. Exochus antiquus ingår i släktet Exochus och familjen brokparasitsteklar. Inga underarter finns listade i Catalogue of Life.